# Superpuchar Europy UEFA 1998
Mecz o Superpuchar Europy 1998 został rozegrany 28 sierpnia 1998 roku na Stadionie Ludwika II w Monako pomiędzy Realem Madryt, zwycięzcą Ligi Mistrzów UEFA 1997/1998 oraz Chelsea F.C., triumfatorem Pucharu Zdobywców Pucharów 1997/1998. Chelsea wygrała mecz 1:0, tym samym zdobywając Superpuchar Europy po raz pierwszy w historii klubu. 

## Droga do meczu

### Chelsea
| Sezon   | Rozgrywki                 | Runda | Przeciwnik        | Dom     | Wyjazd  | Ogólnie |
| ------- | ------------------------- | ----- | ----------------- | ------- | ------- | ------- |
| 1997/98 | Puchar Zdobywców Pucharów | 1R    | Slovan Bratysława | 2–0     | 2–0     | 4–0     |
| 1997/98 | Puchar Zdobywców Pucharów | 1/8   | Tromsø IL         | 7–1     | 2–3     | 9–4     |
| 1997/98 | Puchar Zdobywców Pucharów | 1/4   | Real Betis        | 3–1     | 2–1     | 5–2     |
| 1997/98 | Puchar Zdobywców Pucharów | 1/2   | Vicenza Calcio    | 3–1     | 0–1     | 3–2     |
| 1997/98 | Puchar Zdobywców Pucharów | F     | VfB Stuttgart     | 1–0 (N) | 1–0 (N) | 1–0 (N) |

### Real Madryt
| Sezon     | Rozgrywki     | Runda   | Przeciwnik          | Dom     | Wyjazd  | Ogólnie    |
| --------- | ------------- | ------- | ------------------- | ------- | ------- | ---------- |
| 1997/1998 | Liga Mistrzów | Grupa D | Rosenborg           | 4–1     | 0–2     | 1. miejsce |
| 1997/1998 | Liga Mistrzów | Grupa D | Olympiakos SFP      | 5–1     | 0–0     | 1. miejsce |
| 1997/1998 | Liga Mistrzów | Grupa D | FC Porto            | 4–0     | 2–0     | 1. miejsce |
| 1997/1998 | Liga Mistrzów | 1/4     | Bayer 04 Leverkusen | 3–0     | 1–1     | 4–1        |
| 1997/1998 | Liga Mistrzów | 1/2     | Borussia Dortmund   | 2–0     | 0–0     | 2–0        |
| 1997/1998 | Liga Mistrzów | F       | Juventus F.C.       | 1–0 (N) | 1–0 (N) | 1–0 (N)    |

## Szczegóły meczu
Spotkanie finałowe odbyło się 28 sierpnia 1998 na Stadionie Ludwika II w Monako. Frekwencja na stadionie wyniosła 11 589 widzów. Mecz sędziował Marc Batta z Francji. Mecz zakończył się zwycięstwem Chelsea 1:0 po bramce Gustavo Poyeta w 83. minucie.
| 28 sierpnia 1998 | Real Madryt | 0:10:0Raport | Chelsea · Poyet 83' | Stadion Ludwika II, Monako Widzów: 11 589 Sędzia: Marc Batta |
|                  |             |              |                     |                                                              |

| Real Madryt | Chelsea |

| REAL MADRYT  |    |                    |     |     |
|              |    |                    |     |     |
| BR           | 1  | Bodo Illgner       |     |     |
| OB           | 2  | Christian Panucci  |     |     |
| OB           | 4  | Fernando Hierro    |     |     |
| OB           | 5  | Manuel Sanchís (c) |     |     |
| OB           | 3  | Roberto Carlos     |     |     |
| PO           | 22 | Christian Karembeu | 52' | 58' |
| PO           | 10 | Clarence Seedorf   |     |     |
| PO           | 6  | Fernando Redondo   |     |     |
| PO           | 11 | Sávio              |     |     |
| NA           | 8  | Predrag Mijatović  |     | 73' |
| NA           | 7  | Raúl               |     |     |
| Rezerwowi:   |    |                    |     |     |
| BR           | 13 | Pedro Contreras    |     |     |
| OB           | 12 | Iván Campo         |     |     |
| OB           | 19 | Fernando Sanz      |     |     |
| PO           | 14 | Guti               |     |     |
| PO           | 16 | Jaime              |     |     |
| PO           | 17 | Robert Jarni       |     | 73' |
| NA           | 15 | Fernando Morientes | 86' | 58' |
| Trener:      |    |                    |     |     |
| Guus Hiddink |    |                    |     |     |

| CHELSEA         |    |                     |     |     |
|                 |    |                     |     |     |
| BR              | 1  | Ed de Goey          |     |     |
| OB              | 17 | Albert Ferrer       | 7'  |     |
| OB              | 6  | Marcel Desailly     |     |     |
| OB              | 5  | Frank Leboeuf       |     |     |
| OB              | 14 | Graeme Le Saux      |     |     |
| PO              | 12 | Michael Duberry     |     |     |
| PO              | 11 | Dennis Wise (c)     |     |     |
| PO              | 16 | Roberto Di Matteo   |     | 63' |
| PO              | 3  | Celestine Babayaro  | 32' |     |
| NA              | 25 | Gianfranco Zola     |     | 83' |
| NA              | 10 | Pierluigi Casiraghi |     | 89' |
| Rezerwowi:      |    |                     |     |     |
| BR              | 13 | Kevin Hitchcock     |     |     |
| OB              | 21 | Bernard Lambourde   |     |     |
| PO              | 7  | Brian Laudrup       |     | 83' |
| PO              | 8  | Gus Poyet           |     | 63' |
| PO              | 24 | Eddie Newton        |     |     |
| PO              | 28 | Jody Morris         |     |     |
| NA              | 19 | Tore André Flo      |     | 89' |
| Trener:         |    |                     |     |     |
| Gianluca Vialli |    |                     |     |     |

| Superpuchar Europy (1998) |
| ------------------------- |
| Anglia                    |
| Chelsea Pierwszy Tytuł    |